# 赫氏园蛛
赫氏园蛛（学名：Araneus holmi）为园蛛科园蛛属的动物。在中国大陆，分布于北京等地。该物种的模式产地在北京。